# 아담 미츠키에비치
아담 베르나르트 미츠키에비치(폴란드어: Adam Bernard Mickiewicz, 리투아니아어: Adomas Bernardas  Mickevičius 아도마스 베르나르다스 미츠케비추스, 1798년 12월 24일 - 1855년 11월 26일)는 폴란드의 낭만주의 시인이자 극작가이다. 지그문트 크라신스키, 율리우시 스워바츠키 등과 함께 가장 위대한 폴란드 시인으로 꼽힌다.

## 생애
미츠키에비치는 노보그루데크(Nowogródek, 현재의 벨라루스 나바흐루다크) 근처에서 태어났다. 그의 아버지 미코와이 미츠키에비치는 폴란드-리투아니아 연방의 귀족이었는데, 당시 폴란드-리투아니아 연방은 1795년의 마지막 분할로 지도상에서 사라진 후였고 미츠키에비치가 태어난 곳은 러시아 제국의 지배를 받고 있었다. 미츠키에비치는 빌뉴스 대학교에서 공부했는데 거기서 폴란드-리투아니아 연방의 부흥을 목적으로 하는 비밀 학생 조직에 관여하였다.
그 후 1819년부터 카우나스의 한 지방 학교에서 교사로 일하다가 정치적 활동으로 인해 1823년 체포되어 반소정치운동을 한 죄로 러시아로 추방되었다. 이미 빌뉴스에서 시집 두 권을 출판하여 슬라브어를 구사하는 대중의 호응을 받았던 바가 있어 미츠키에비치는 1824년 상트페테르부르크에 도착했을 때 그 곳 문학 사회의 환영을 받았다. 1825년에는 크림반도 여행을 하여 그에 대한 소네트 몇 편을 썼다.
1828년에는 중세 독일기사단과 리투아니아인들의 전투를 그린 서사시 《콘라트 발렌로트(Konrad Wallenrod)》를 출판하였다.
러시아에서 5년간 유배 생활 후 여행 허가를 받은 미츠키에비치는 러시아 제국에 다시는 돌아가지 않기로 결심하고 바이마르로 떠나 거기서 괴테를 만났다. 이후 이탈리아의 로마에 정착하여 작품 활동을 계속하였다. 그의 대표작인 《판 타데우시(Pan Tadeusz)》도 이때 썼다.
1832년에는 파리에 갔는데 한동안 가난과 불행에 시달렸다. 폴란드 여인인 첼리나 시마노프스카와 혼인했으나 시마노프스카는 정신 이상자가 되었다. 1840년 콜레주드프랑스에서 슬라브어 문학 석좌교수가 되어 3년간 교수직을 맡았다.
크림 전쟁 때에는 러시아 제국군에 대항한 폴란드인 연대를 소집하려 노력하기 위해 콘스탄티노폴리스에 갔으나 거기서 콜레라로 돌연 사망하였다.

## 망국 폴란드-리투아니아 연방의 시인
아담 미츠키에비치는 폴란드어로 작품활동을 하였지만 오늘날의 국민국가 "폴란드"의 시인이라기보다는 정확히 말해서 폴란드-리투아니아 연방의 시인이다. 리투아니아의 시인, 벨라루스의 시인이라 주장하기도 하지만 더욱 거리가 있다. 폴란드 문화가 주도한 다양한 문화의 연합국가인 폴란드-리투아니아 연방은 미츠키에비치가 태어나기 전 사라졌으나 그 문화는 러시아 제국의 지배하에도 강하게 남아 있었고 미츠키에비치는 연방의 부활을 꿈꾸었다. 이 연방이 다스렸던 땅은 뒤에 폴란드, 리투아니아, 벨라루스, 우크라이나 등이 되지만 이들은 근대의 국민국가/민족국가로 다양한 언어와 종교가 귀족정치 아래 공존했던 폴란드-리투아니아 연방의 초기근대 사회와는 성격이 다르다.
미츠키에비치의 서사시 《판 타데우시》는 "리투아니아! 나의 조국이여!(Litwo! Ojczyzno moja!)"로 시작된다. 이때 리투아니아는 현재의 국민국가 리투아니아가 아니라 폴란드-리투아니아 연방의 동쪽 부분, 즉 폴란드 왕국과 연합한 중세의 리투아니아 대공국의 땅을 가리키는데 현재의 벨라루스와 리투아니아 남부에 해당한다. 미츠키에비치가 태어난 곳과 빌뉴스, 카우나스 등이 모두 이 지역에 속하고 미츠키에비치 시대에도 폴란드어 문화가 이 지역을 주도하였다. 제2차 세계 대전의 민족청소와 강제이주를 거치면서 오늘날 이지역의 폴란드 문화는 미미한 편이다.

## 작품
그의 최고 걸작은 <선조들의 밤>이라는 시극으로서 2부·4부가 먼저 나오고(1823), 3부가 10년 뒤에 나왔으나 1부는 완성을 보지 못하고 죽었다. 이 작품은 이교도의 조상숭배 의식을 바탕으로 한 작품인데 각 부가 일관된 이야기가 아니고, 다만 3부는 그의 투옥과 추방의 경험을 젊은 시인을 빌려 표현했다.

## 각국의 아담 미츠키에비치 기념물

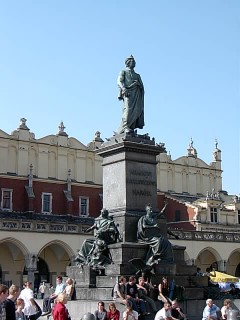
크라쿠프
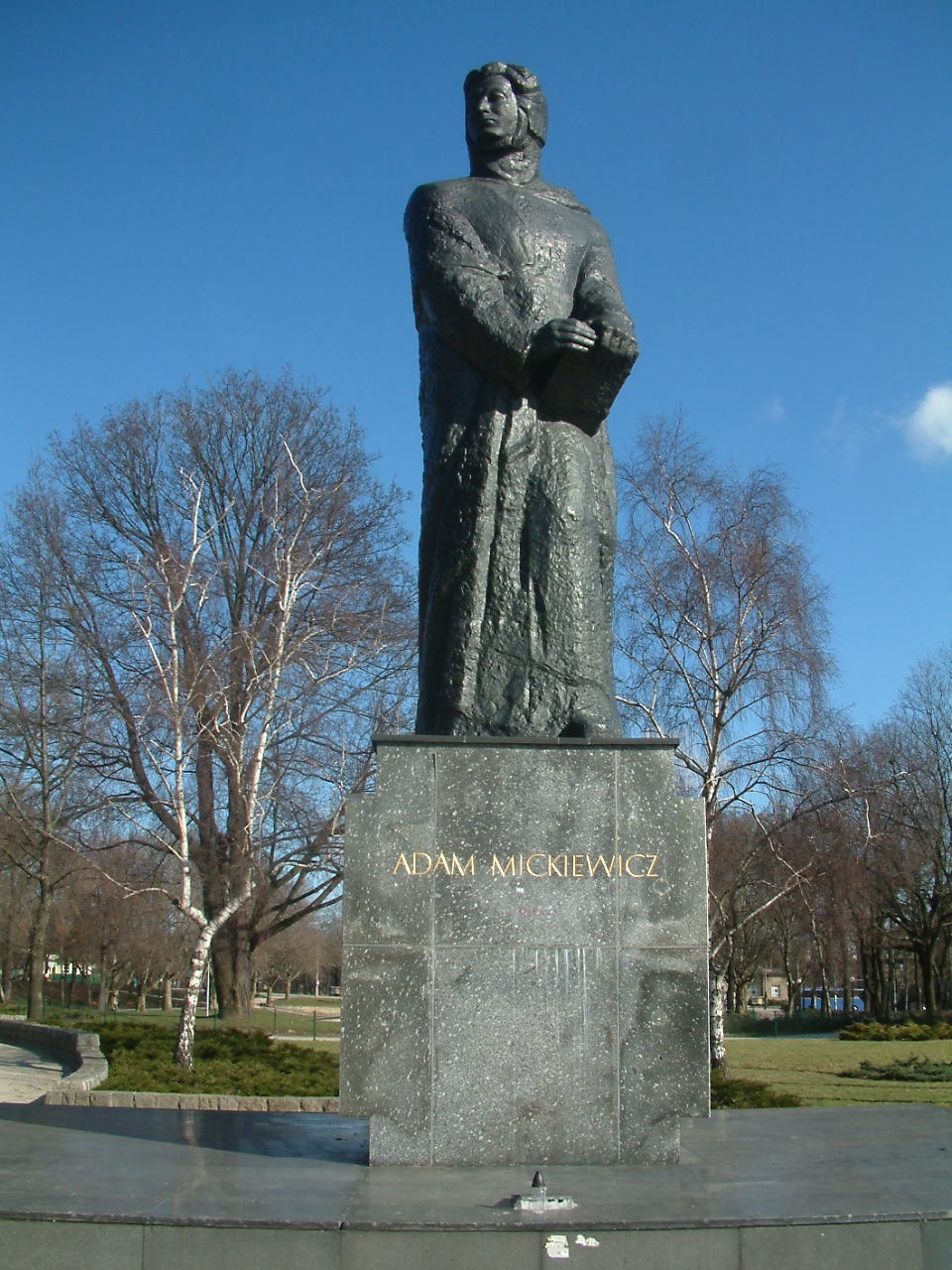
포즈난
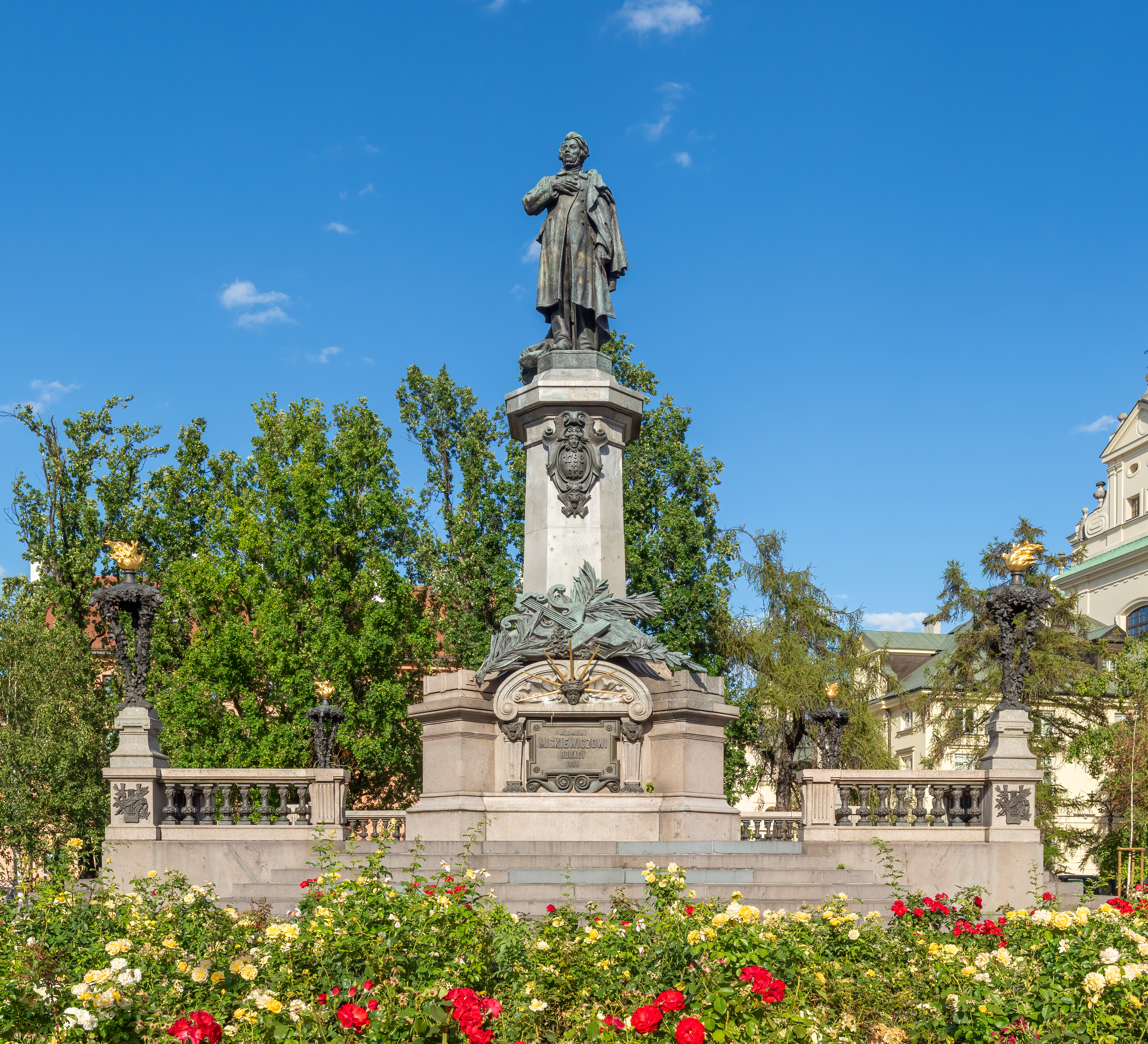
바르샤바
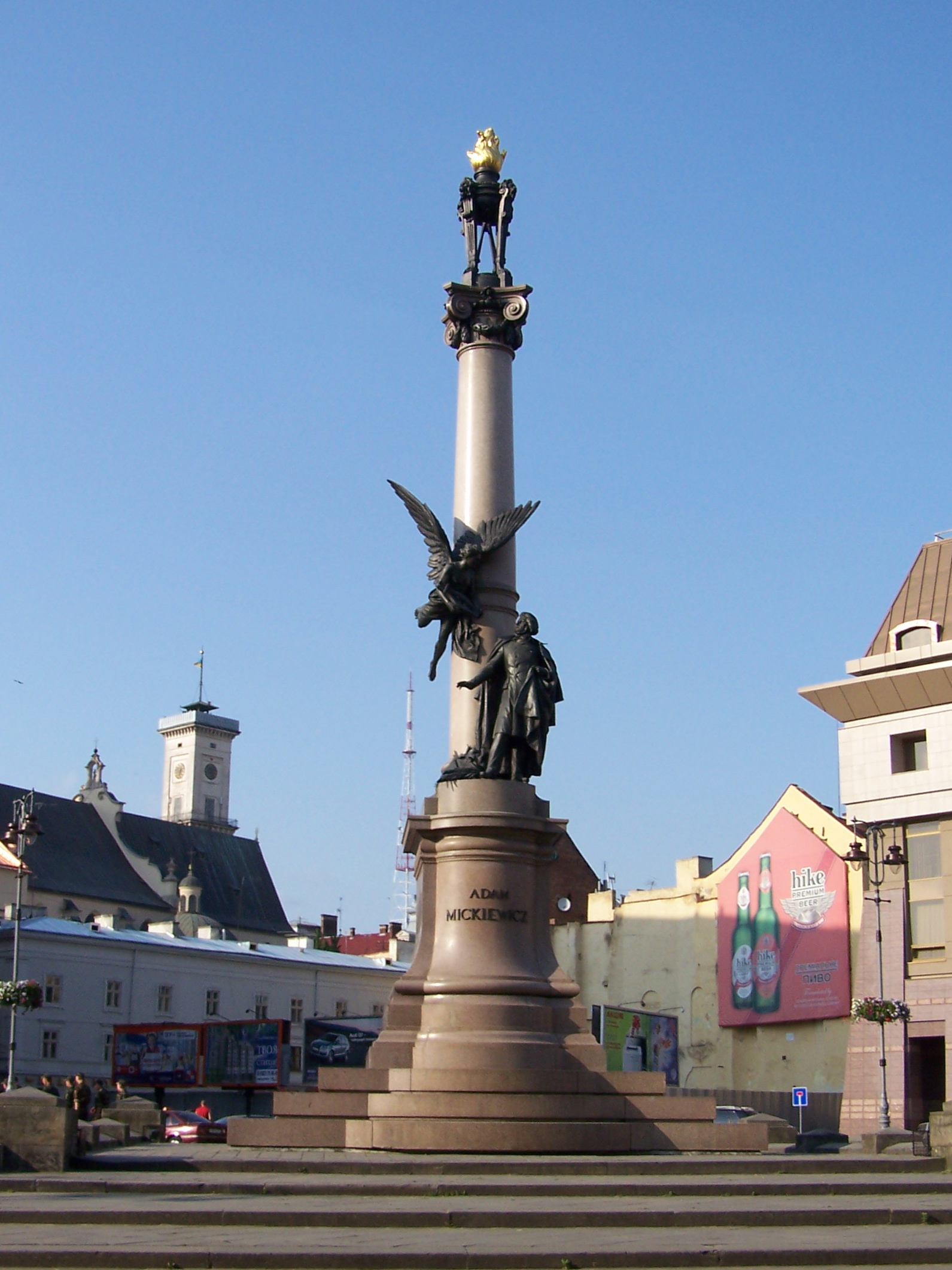
우크라이나 리비우
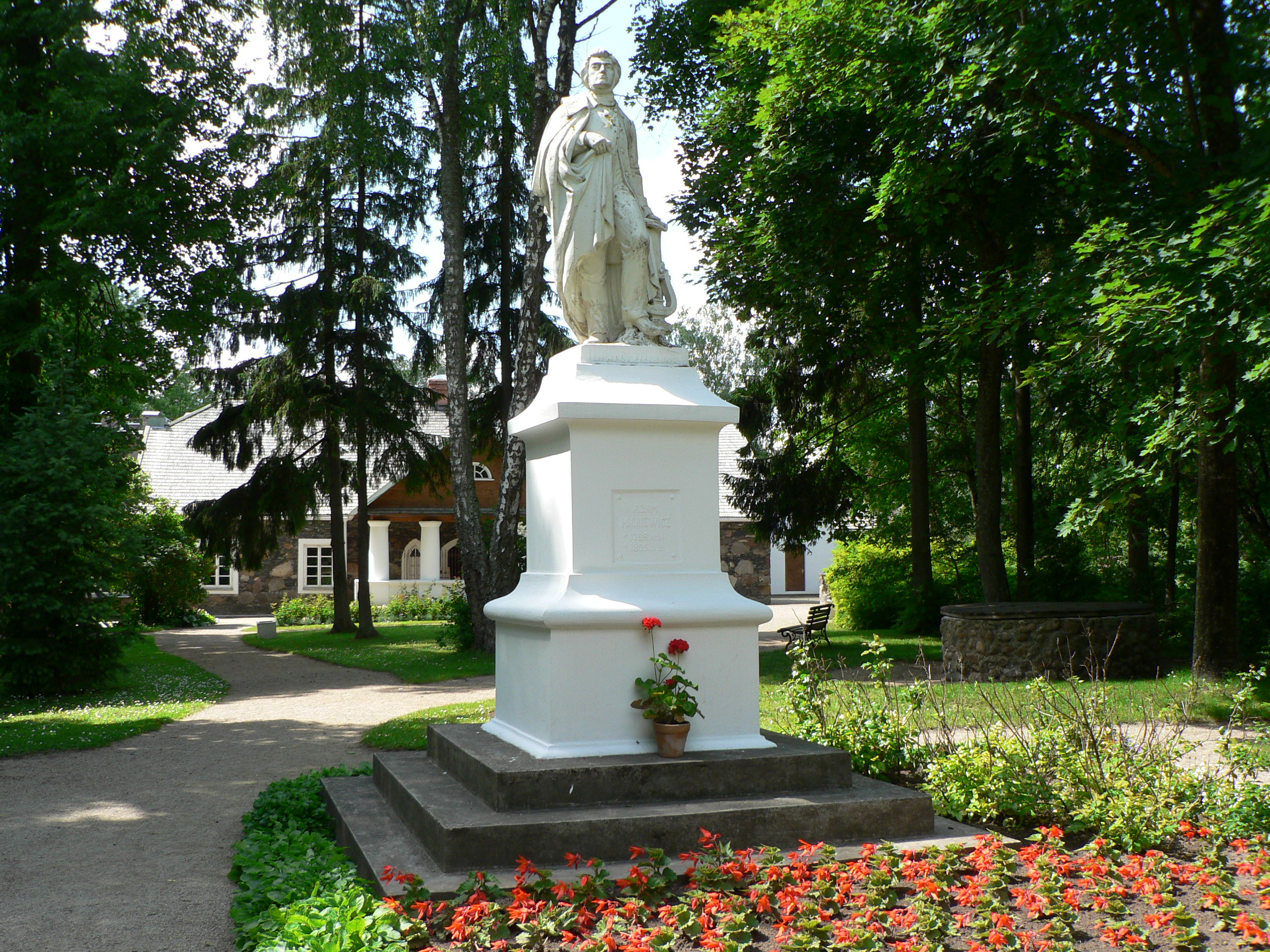
부르비슈키

## 같이 보기
- 폴란드 문학